# 赤裸々
『赤裸々』 (せきらら) は、日本のロックバンドSADSの3枚目のシングル。2000年1月13日に発売された。

## 概要
- 10万枚完全限定生産のシングルである。蛇柄のスリーブケース、臙脂色のベロアケース仕様となっている。
- 予約特典として未発表曲「メディア」が収録された8cmシングルが付いてきた。

## 収録曲
| 全作詞: 清春。 |                         |           |           |                              |      |
| #              | タイトル                | 作詞      | 作曲      | 編曲                         | 時間 |
| 1.             | 「赤裸々」              | 清春      | Sads      | Sads/平出悟                  | 4:14 |
| 2.             | 「Teen Age (remix)」    | 清春      | 清春      | SADS/土方隆行 remix by山口泰 | 3:05 |
| 3.             | 「LIAR (live version)」 | 清春      | 清春      | Sads/土方隆行                | 2:41 |
| 合計時間:      | 合計時間:               | 合計時間: | 合計時間: | 10:00                        |      |